# پر کنودسن
پر کنودسن (دانمارکی: Per Knudsen; ۲ ژوئن ۱۹۲۵ – ۸ فوریهٔ ۱۹۹۹) بازیکن فوتبال اهل دانمارک بود.
از باشگاه‌هایی که در آن بازی کرده‌است می‌توان به باشگاه ورزشی آرهوس اشاره کرد.
وی همچنین در تیم ملی فوتبال دانمارک بازی کرده‌است.